# Ken Roczen

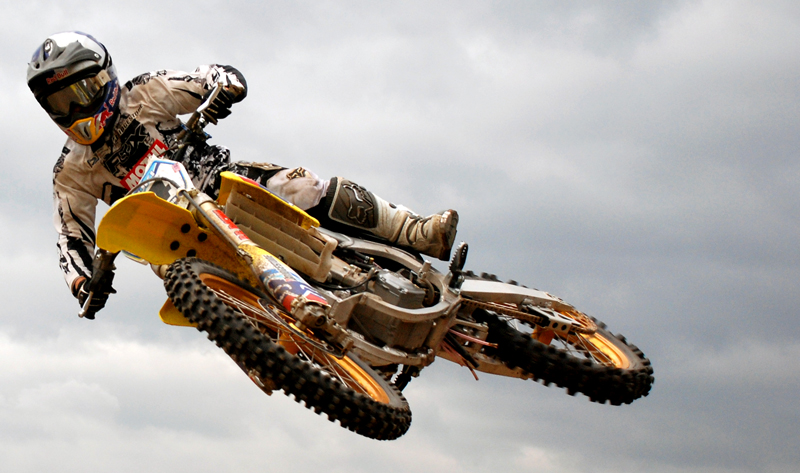
Ken Roczen

Ken Roczen (Mattstedt, 29 april 1994) is een Duitse motorcrosser.

## Carrière
Ken Roczen debuteerde in het Wereldkampioenschap motorcross MX2 halfweg het seizoen 2009 met Suzuki. Hij won dat jaar ook zijn eerste Grand Prix voor eigen volk in Teutschenthal en eindigde op de vijfde plaats in het wereldkampioenschap. In 2010 reed hij zijn eerste volledige seizoen. Hij won dat jaar drie Grands Prix en werd vice-wereldkampioen. In 2011 maakte hij de overstap naar KTM. Hij won acht Grands Prix en werd ook wereldkampioen.
Vanaf 2012 ging Roczen in de Verenigde Staten rijden. Eind 2012 won hij met de Duitse delegatie de Motorcross der Naties in het Belgische Lommel.
In 2013 won Roczen het 250 West kampioenschap in de Supercross. Vanaf 2014 ging hij in de 450cc-klasse rijden. Hij werd vierde in het supercrosskampioenschap en kampioen in de Outdoor wedstrijden. In 2015 ging Roczen weer op Suzuki rijden voor het RCH Racing van Carey Hart en Ricky Carmichael. Hij wist in 2016 Outdoor kampioen te worden. In 2017 maakte Roczen de overstap naar Honda. Tijdens de supercross in Anaheim 2 blesseerde Roczen zijn arm waardoor hij heel het supercross en Outdoor seizoen van 2017 niet meer in actie kon komen. In 2019 won Roczen de Redbull Straight Rhythm in de 250cc klasse. In oktober 2022 behaalde Roczen de wereldtitel in de klasse SX1 van het WSX wereldkampioenschap Supercross.

## Palmares
- 2007: Junior Wereldkampioen 85cc
- 2009: Duits ADAC MX Masters kampioen
- 2010: Duits ADAC MX Masters kampioen
- 2011: Wereldkampioen MX2
- 2012: Winnaar Motorcross der Naties met Duitsland
- 2013: Amerikaans West Coast 250SX Supercrosskampioen
- 2014: Lucas Oil Pro Motorcross kampioen in de 450cc-klasse
- 2016: Lucas Oil Pro Motorcross kampioen in de 450cc-klasse
- 2019: Redbull Straight Rhythm 250cc winnaar
- 2022: Wereldkampioen WSX SX1

| 1  | 21-06-2009 | Duitsland        | Teutschenthal   |
| 2  | 01-08-2010 | Limburg (België) | Lommel          |
| 3  | 22-08-2010 | Brazilië         | Campo Grande    |
| 4  | 12-09-2010 | Italië           | Fermo           |
| 5  | 10-04-2011 | Bulgarije        | Sevlievo        |
| 6  | 15-05-2011 | Verenigde Staten | Glen Helen      |
| 7  | 19-06-2011 | Spanje           | La Bañeza       |
| 8  | 03-07-2011 | Zweden           | Uddevalla       |
| 9  | 10-07-2011 | Duitsland        | Teutschenthal   |
| 10 | 17-07-2011 | Letland          | Ķegums          |
| 11 | 07-08-2011 | Tsjechië         | Loket           |
| 12 | 21-08-2011 | Groot-Brittannië | Matterley Basin |